# Agência Executiva para a Competitividade e a Inovação
A Agência Executiva para a Competitividade e a Inovação (sigla: EACI) é um organismo da União Europeia e está situada em Bruxelas, na Bélgica, e é actualmente responsável pela execução do programa Energia Inteligente para a Europa. A agência gere os projectos e os eventos financiados no âmbito deste programa e procede à divulgação do know-how e das melhores práticas no intuito de lhe dar maior visibilidade, bem como gerir a rede de apoio às pequenas e médias empresas (PME) e as iniciativas de eco-inovação da Comissão Europeia (que fazem parte do novo Programa-Quadro para a Competitividade e a Inovação de 2007-13), bem como o programa Marco Polo.
A agência depende de três direcções-gerais da Comissão Europeia - Energia e Transportes (TREN), Empresas e Indústria (ENTR) e Ambiente (ENV) – que são responsáveis pela programação e pela avaliação. A agência está em funcionamento desde 2005 e deverá continuar a existir até 2015. Anteriormente era conhecida pela designação de Agência de Execução de Energia Inteligente (AEIE).